# Bundespokal
Der Bundespokal (bis 1918 Kronprinzenpokal) war ein deutscher Fußballwettbewerb, bei dem die Auswahlmannschaften der Regionalverbände des Deutschen Fußball-Bundes (DFB) im Pokalmodus gegeneinander antraten. Nachdem sich die Regionalverbände auf Druck der Nationalsozialisten 1933 aufgelöst hatten, wurde noch im selben Jahr erstmals der Reichsbundpokal organisiert, an dem die Repräsentativmannschaften der Sportgaue (einige hießen ab 1939 „Sportbereiche“) des Reichsbundes für Leibesübungen teilnahmen. Er wurde kriegsbedingt 1942 eingestellt.
1949/50 gab es einen ersten Länderpokal, an dem die Landesauswahlteams aus dem DFB-Bereich (mit Vertragsspielern) und der DDR teilnahmen. Seit 1950/51 waren nur noch die Amateurmannschaften der Landesverbände zugelassen, der Wettbewerb hieß dementsprechend „Amateur-Länderpokal des DFB“. Die DDR meldete fortan keine Teams mehr.
1969/70 versuchte der DFB, den einstigen Bundespokal noch einmal wiederzubeleben, jedoch fand der DFB-Regionalpokal kaum Publikums- und Medieninteresse. Der Wettbewerb wurde nach der Vorrunde nicht fortgesetzt.

## Trophäe
Der Pokal wurde auf dem Bundestag des DFB vom 1. bis 2. Februar 1908 durch Kronprinz Wilhelm gestiftet. Er ist silbern und hat zwei überlange Henkel. Oben am Rand stehen die Bereiche (Verbände) namentlich und in römischen Zahlen nummeriert. Darunter, getrennt durch Linien, steht: Seine Kaiserliche und Königliche Hoheit Wilhelm, Kronprinz des Deutschen Reiches und von Preußen (dies steht in deutscher Kurrentschrift geschrieben) stiftete im Jahre 1908 diesen Pokal als Wanderpreis für Fußball-Wettspiele zwischen den repräsentativen Mannschaften der Landesverbände des Deutschen Fußball-Bundes (in Druckschrift).

## Teilnehmende Verbände bis 1933
- Verband Süddeutscher Fußball-Vereine, ab 1914 Süddeutscher Fußball-Verband, ab 1927 Süddeutscher Fußball- und Leichtathletik-Verband
- Verband Mitteldeutscher Ballspiel-Vereine
- Norddeutscher Fußball-Verband, ab 1927 Norddeutscher Sport-Verband
- Südostdeutscher Fußball-Verband
- Westdeutscher Spiel-Verband
- Baltischer Rasensport-Verband, ab 1910 Baltischer Rasen- und Wintersport-Verband, ab 1927 Baltischer Sport-Verband
- Verband Berliner Ballspielvereine
- Märkischer Fußball-Bund

Die beiden letztgenannten Verbände fusionierten 1911 zum Verband Brandenburgischer Ballspielvereine.

## Kronprinzenpokal

### Endspiele und Sieger des Kronprinzenpokals
- 1909 Mitteldeutschland – Berlin 3:1, 19. April 1909 Berlin-Mariendorf, Viktoria-Platz
- 1910 Süddeutschland – Berlin 6:5, 10. April 1910 Berlin-Mariendorf, Viktoria-Platz
- 1911 Norddeutschland – Süddeutschland 4:2, 25. Mai 1911 Berlin-Mariendorf, Viktoria-Platz
- 1912 Süddeutschland – Brandenburg 6:5, 18. Februar 1912 Berlin-Mariendorf, Union 92-Platz
- 1913 Westdeutschland – Brandenburg 5:3, 8. Juni 1913 Berlin-Grunewald, Deutsches Stadion
- 1914 Norddeutschland – Mitteldeutschland 2:1, 22. Februar 1914 Berlin-Grunewald, Deutsches Stadion
- 1915 Bayern Armeekorps (Soldatenmannschaft), 23. August 1915 Magdeburg, Viktoria-Platz
- 1916 nicht ausgetragen
- 1917 Norddeutschland – Süddeutschland 2:1, 8. April 1917 Berlin-Gesundbrunnen, Schebera-Platz
- 1918 Brandenburg – Norddeutschland 3:1, 19. Mai 1918 Berlin-Mariendorf, Viktoria-Platz

## Bundespokal
Nach dem Ersten Weltkrieg wurde der Pokalwettbewerb unter dem Namen Bundespokal weitergeführt.

### Endspiele und Sieger des Bundespokales

#### 1919 Norddeutschland – Süddeutschland 5:4 (Berlin)
| Paarung         | Norddeutschland – Süddeutschland |
| Ergebnis        | 5:4 (4:0) |
| Datum           | 8. Juni 1919 |
| Stadion         | Deutsches Stadion, Berlin |
| Zuschauer       | 10.000 |
| Schiedsrichter  | Curt von Paquet (Berlin) |
| Tore            | 1:0 Jäger (8.), 2:0 Esser (20.), 3:0 Harder (?.), 4:0 Lorenz (32.), 4:1 Philipp (62.), 4:2 Philipp (65.), 4:3 Seiderer (69.), 5:3 Lorenz (74.), 5:4 Seiderer (80.) |
| Norddeutschland | Charly Pohl (SC Victoria Hamburg) – Waldemar Gilge (Altona 93), Henry Müller (SC Victoria Hamburg) – Hugo Fick (Holstein Kiel), Arthur Mahncke (Union 03 Altona), Walter Krause (SC Victoria Hamburg) – Heiner Mechling (SC Victoria Hamburg), Adolf Jäger (Altona 93), Otto Harder (Hamburger FC 1888), Walter Lorenz (Eimsbütteler TV), Franz Esser (Holstein Kiel) |
| Süddeutschland  | Bauer (MTV München) – Georg Wellhöfer (SpVgg Fürth), Josef Bruglachner (TSV 1860 München) – Herbst (FC Pfeil Nürnberg), Georg Rottenberger (SpVgg Fürth), Hans Schmidt (SpVgg Fürth) – Georg Wunderlich (SpVgg Fürth), Andreas Franz (SpVgg Fürth), Ludwig Philipp (Sportfreunde Nürnberg), Leonhard Seiderer (SpVgg Fürth), Hans Hagen (SpVgg Fürth)                 |

#### 1920 Westdeutschland – Mitteldeutschland 1:0 (Hannover)
| Paarung           | Westdeutschland – Mitteldeutschland |
| Ergebnis          | 1:0 n. V. |
| Datum             | 20. Juni 1920 |
| Stadion           | Radrennbahn am Pferdeturm (Platz des SV 96), Hannover |
| Zuschauer         | 7.500 |
| Schiedsrichter    | Carl Koppehel (Berlin) |
| Tore              | 1:0 Stollenwerk (116.) |
| Westdeutschland   | August Göbler (Kölner BC 01) – Erich Hastrich (SuS Elberfeld), Erich Palm (Kölner BC 01) – Karl Flink (Kölner BC 01), Josef Schümmelfelder (Bonner FV), Erich Pohl (Kölner SC 1899) – Bosch (Kölner CfR), Georg Stollenwerk sen. (Jugend Düren), Hermann Steinhauer (Kölner SC 1899), Walter Risse (Düsseldorfer SC 99), Walter Fischer (Duisburger SpV)                                |
| Mitteldeutschland | Fritz Dölling (Leipziger SV Eintracht 1904) – Alfred Gründler (FC Sportfreunde Leipzig), Fritz Hempel (FC Sportfreunde Leipzig) – Tölke (SC Erfurt), Camillo Ugi (VfB Leipzig), Walter Burghardt (VfL Halle 1896) – Paul Pömpner (VfB Leipzig), Eduard Pendorf (VfB Leipzig), Fritz Förderer (VfL Halle 1896), Kurt Meißner (Hallescher FC Borussia), Arthur Gaebelein (VfL Halle 1896) |

#### 1921 Mitteldeutschland – Westdeutschland 4:0 (Leipzig)
| Paarung           | Mitteldeutschland – Westdeutschland |
| Ergebnis          | 4:0 (3:0) |
| Datum             | 20. März 1921 |
| Stadion           | Sportfreunde-Platz, Leipzig |
| Zuschauer         | 15.000 |
| Schiedsrichter    | Angelo Rossi (Stuttgart) |
| Tore              | 1:0 Pötzel (19.), 2:0 Förderer (26.), 3:0 Lorenz (38., Elfmeter), 4:0 Lorenz (48.,Elfmeter) |
| Mitteldeutschland | Fritz Dölling (Leipziger SV Eintracht 1904) – Alfred Denkewitz (SC Wacker Leipzig), Eduard Pendorf (VfB Leipzig) – Fritz Schmöller (SV Fortuna 1902 Leipzig), Koch (SV Brandenburg Dresden), Erich Jacob (SpVgg Leipzig) – Kurt Weißenborn (SV Fortuna 1902 Leipzig), Fritz Förderer (VfL Halle 1896), Pötzel (SuBC Plauen), Walter Lorenz (BV Olympia Leipzig), Richard Kühn (SpVgg Leipzig) |
| Westdeutschland   | August Göbler (CfR Köln) – Erich Hastrich (SuS Elberfeld), Erich Palm (Kölner BC) – Karl Flink (Kölner BC), Josef Schümmelfelder (Bonner FV), Erich Pohl (Kölner SC 1899) – Leo Fiederer (Duisburger SpV), Hermann Steinhauer (Kölner SC 1899), Georg Stollenwerk (Jugend Düren), Walter Risse (Düsseldorfer SC 99), Willi Quasten (TuRU Düsseldorf)                                          |

#### 1922 Süddeutschland – Norddeutschland 7:0 (Hamburg und Lokstedt)
| Paarung         | Norddeutschland – Süddeutschland |
| Ergebnis        | 0:7 (0:1) |
| Datum           | 5. März 1922 |
| Stadion         | ETV-Platz, Hamburg |
| Zuschauer       | 30.000 |
| Schiedsrichter  | Peco Bauwens (Köln) |
| Tore            | 0:1 Franz (40.), 0:2 Franz (50.), 0:3 Franz (55.), 0:4 Träg (60.), 0:5 Träg (61.), 0:6 Träg (70.), 0:7 Franz (86.) |
| Norddeutschland | Hans Wentorf (Eimsbütteler TV) – Oscar Lüdecke (Eimsbütteler TV), Henry Müller (SC Victoria Hamburg) – Alfred Heynen (Eimsbütteler TV), Arthur Mahncke (Union 03 Altona), Walter Krause (Holstein Kiel) – Fritz Lange (SV Arminia Hannover), Ludwig Breuel (Hamburger SV), Adolf Jäger (Altona 93), Walter Lorenz (Eimsbütteler TV), Eduard Wolpers (SV Arminia Hannover) |
| Süddeutschland  | Theodor Lohrmann (SpVgg Fürth) – Georg Wellhöfer (SpVgg Fürth), Josef Müller (SpVgg Fürth) – Hans Schmidt (1. FC Nürnberg), Hans Kalb (1. FC Nürnberg), Hans Lang (SpVgg Fürth) – Wolfgang Strobel (1. FC Nürnberg), Andreas Franz (SpVgg Fürth), Leonhard Seiderer (SpVgg Fürth), Heinrich Träg (1. FC Nürnberg), Hans Sutor (1. FC Nürnberg) |
| Besonderheiten  | Der Platz, auf dem das Bundespokalendspiel von 1922 zwischen Nord- und Süddeutschland stattfand, der Sportplatz des Eimsbütteler TV an der Hoheluft, lag zum Teil auf hamburgischem, zum Teil auf preußischem Gebiet und hatte ein offizielles Fassungsvermögen von 28.000 Zuschauern. Es sollen nach zeitgenössischen Zeitungsberichten jedoch 35.000 Karten ausgegeben worden und angeblich sollen sogar 44.000 Besucher im Stadion gewesen sein. Das Publikum war diesen Berichten wie „Heringe zusammengepfercht“, von „wahren Schlachten um den Besitz von Steh- und Sitzplätzen“ wurde berichtet. Die später gekommenen Zuschauer versuchten sich zwischen Barriere und Spielfeld zu positionieren, was den bereits Anwesenden die Sicht verstellte und zu Auseinandersetzungen führte. Ein starkes Polizeiaufgebot musste das Spielfeld räumen, um den Anpfiff zu ermöglichen. Nachdem das Spiel klar entschieden war, wanderten die ersten Zuschauer vorzeitig ab und wählten dabei die Abkürzung über das Spielfeld, was zu einer weiteren Unterbrechung führte. Nach dem Spiel war der Zustand des Platzes mit „eingedrückten Barrieren und zerbrochenen Bänken“ desolat. In der Folge führten die Begleiterscheinungen dieses Spiels zur Verlegung des für den 2. Juli in Hamburg vorgesehenen Länderspiels gegen Ungarn nach Bochum. |

#### 1922 Süddeutschland – Westdeutschland 4:1 (Berlin,Kampfspielpokal)
| Paarung         | Süddeutschland – Westdeutschland |
| Ergebnis        | 4:1 (0:1) |
| Datum           | 23. Juni 1922 |
| Stadion         | Deutsches Stadion, Berlin |
| Zuschauer       | 13.500 |
| Schiedsrichter  | Otto Cornelius (Berlin) |
| Tore            | 0:1 Binder (32.), 1:1 Seiderer (52.), 2:1 Nebauer (53.), 3:1 Franz (75.), 4:1 Franz (87.) |
| Süddeutschland  | Theodor Lohrmann (SpVgg Fürth) – Georg Wellhöfer (SpVgg Fürth), Hans Schmidt (1. FC Nürnberg) – Hans Hagen (SpVgg Fürth), Max Müller (1. FC Pforzheim), Hans Lang (SpVgg Fürth) – Fritz Retter (Sportfreunde Stuttgart), Andreas Franz (SpVgg Fürth), Leonhard Seiderer (SpVgg Fürth), Fritz Nebauer (FC Wacker München), Heinrich Altvater (FC Wacker München)            |
| Westdeutschland | Willi Helduser (VfB Remscheid) – Karl Vollbrecht (Essener TB), Walter Risse (Düsseldorfer SC 99) – Hans Reinhardt (Duisburger FV 08), Albert Kolvenbach (TuS Bochum 1848), Erich Pohl (Kölner SC 1899) – Leo Fiederer (Duisburger SpV), Josef Lüke (TuRU Düsseldorf), Walter Binder (Kölner BC), Walter Claus-Oehler (Arminia Bielefeld), Hans-Josef Knaup (Dürener FC 03) |

#### 1923 Süddeutschland – Westdeutschland 2:1 (Frankfurt)
| Paarung         | Süddeutschland – Westdeutschland |
| Ergebnis        | 2:1 (2:0) |
| Datum           | 25. Februar 1923 |
| Stadion         | Riederwaldstadion, Frankfurt am Main |
| Zuschauer       | 30.000 |
| Schiedsrichter  | Otto Martelock (Berlin) |
| Tore            | 1:0 Franz (23.), 2:0 Ascherl (29.), 2:1 Claus-Oehler (51.) |
| Süddeutschland  | Heinrich Stuhlfauth (1. FC Nürnberg) – Willi Pfeiffer (Eintracht Frankfurt), Josef Müller (SpVgg Fürth) – Hans Hagen (SpVgg Fürth), Hans Lang (SpVgg Fürth), Fritz Wetzel (1. FC Pforzheim) – Georg Wunderlich (Stuttgarter Kickers), Andreas Franz (SpVgg Fürth), Leonhard Seiderer (SpVgg Fürth), Willy Ascherl (SpVgg Fürth), Karl Auer (SpVgg Fürth)                   |
| Westdeutschland | Carl Zörner (Kölner SC 1899) – Fritz Linden (Duisburger FV 08), Walter Risse (Düsseldorfer SC 99) – Willi Pohl (Arminia Bielefeld), Gottfried Siegen (TuRU Düsseldorf), Erich Pohl (Kölner SC 1899) – Walter Conrads (Duisburger SpV), Josef Lüke (TuRU Düsseldorf), Walter Binder (Kölner BC), Walter Claus-Oehler (Arminia Bielefeld), Mathias Blethgen (Duisburger SpV) |

#### 1924 Süddeutschland – Norddeutschland 4:2 (Frankfurt)
| Paarung         | Süddeutschland – Norddeutschland |
| Ergebnis        | 4:2 (1:2) |
| Datum           | 17. Februar 1924 |
| Stadion         | Riederwaldstadion, Frankfurt am Main |
| Zuschauer       | 25.000 |
| Schiedsrichter  | Peco Bauwens (Köln) |
| Tore            | 1:0 Auer (15.), 1:1 Jäger (18.), 1:2 Harder (35.), 2:2 Ascherl (48.), 3:2 Franz (66.), 4:2 Ascherl (73.) |
| Süddeutschland  | Heinrich Stuhlfauth (1. FC Nürnberg) – Anton Kugler (1. FC Nürnberg), Josef Müller (SpVgg Fürth) – Hans Hagen (SpVgg Fürth), Hans Kalb (1. FC Nürnberg), Carl Riegel (1. FC Nürnberg) – Karl Auer (SpVgg Fürth), Andreas Franz (SpVgg Fürth), Ludwig Philipp (FV Nürnberg), Willy Ascherl (SpVgg Fürth), Hans Sutor (1. FC Nürnberg)                                 |
| Norddeutschland | Willi Meier (Eimsbütteler TV) – Albert Beier (Hamburger SV), Henry Müller (SC Victoria Hamburg) – Alfred Heynen (Eimsbütteler TV), Ernst Eikhof (SC Victoria Hamburg), Hans Krohn (Hamburger SV) – Fritz Lange (SV Arminia Hannover), Adolf Jäger (Altona 93), Otto Harder (Hamburger SV), Carl Hartmann (SC Victoria Hamburg), Eduard Wolpers (SV Arminia Hannover) |

#### 1925 Norddeutschland – Süddeutschland 2:1 (Hamburg)
| Paarung         | Norddeutschland – Süddeutschland |
| Ergebnis        | 2:1 (0:0) |
| Datum           | 22. Februar 1925 |
| Stadion         | Stadion Hoheluft, Hamburg |
| Zuschauer       | 25.000 |
| Schiedsrichter  | Alfred Birlem (Berlin) |
| Tore            | 1:0 Voß (58.), 1:1 Nebauer (60.), 2:1 Harder (80./11 m) |
| Norddeutschland | Hans Wentorf (Altona 93) – Albert Beier (Hamburger SV), Henry Müller (SC Victoria Hamburg) – Wilhelm Peters (Altona 93), Arthur Mahncke (Union 03 Altona), Hans Lang (Hamburger SV) – Kurt Voß (Holstein Kiel), Erich Hartmann (SC Victoria Hamburg), Otto Harder (Hamburger SV), Carl Hartmann (SC Victoria Hamburg), Franz Esser (Holstein Kiel) |
| Süddeutschland  | Franz Hügel (VfR Mannheim) – Hermann Freiländer (VfR Mannheim), Josef Müller (SpVgg Fürth) – Hans Hagen (SpVgg Fürth), Karl Deschner (VfR Mannheim), Alfred Au (VfR Mannheim) – Karl Höger (VfR Mannheim), Kurt Meißner (VfR Mannheim), Sepp Herberger (VfR Mannheim), Fritz Nebauer (FC Wacker München), Heinrich Altvater (FC Wacker München)    |

#### 1926 Süddeutschland – Mitteldeutschland 2:1 (Leipzig)
| Paarung           | Mitteldeutschland – Süddeutschland |
| Ergebnis          | 1:2 (1:0) |
| Datum             | 4. Oktober 1925 |
| Stadion           | VfB-Stadion, Leipzig |
| Zuschauer         | 30.000 |
| Schiedsrichter    | Alfred Birlem (Berlin) |
| Tore              | 1:0 Gedlich (6.), 1:1 Strobel (46.), 1:2 Franz (88.) |
| Mitteldeutschland | Gustav Kagemann (VfL Halle 1896) – Gerhard Gloxin (SV Brandenburg Dresden), Martin Kühnel (SV Brandenburg) – Rudolf Berthold (Dresdner SC), Georg Köhler (Dresdner SC), Kretzschmar (Dresdner SV Guts Muts) – Otto Teichgräber (SV Fortuna Leipzig), Gerhard Schmidt (SpVgg Leipzig), Richard Gedlich (Dresdner SC), Paul Pömpner (VfB Leipzig), Kurt Salomon (Chemnitzer BC) |
| Süddeutschland    | Heinrich Stuhlfauth (1. FC Nürnberg) – Luitpold Popp (1. FC Nürnberg), Josef Müller (SpVgg Fürth) – Hans Hagen (SpVgg Fürth), Hans Kalb (1. FC Nürnberg), Hans Schmidt (1. FC Nürnberg) – Wolfgang Strobel (1. FC Nürnberg), Andreas Franz (SpVgg Fürth), Leonhard Seiderer (SpVgg Fürth), Georg Kießling (SpVgg Fürth), Ludwig Leinberger (SpVgg Fürth)                      |

#### 1926 Westdeutschland – Süddeutschland 2:7 (Köln,Kampfspielpokal)
| Paarung         | Westdeutschland – Süddeutschland |
| Ergebnis        | 2:7 (1:3) |
| Datum           | 4. Juli 1926 |
| Stadion         | Müngersdorfer Stadion, Köln |
| Zuschauer       | 30.000 |
| Schiedsrichter  | Alfred Birlem (Berlin) |
| Tore            | 0:1 Dietl (246.), 0:2 Hofmann (26.), 0:3 Pöttinger (38.), 1:3 Lücke (40.), 1:4 Pöttinger (46.), 1:5 Pöttinger (49.), 1:6 Scherm (65.), 1:7 Dietl (67.), 2:7 Horn (71.) |
| Westdeutschland | Karl Zolper (Kölner CfR) – Peter Sackenheim (Duisburger SpV), Erich Schröder (VfR Köln 04 rrh.) – Hermann Müller (Düsseldorfer SC 99), Josef Heuken (Schwarz-Weiß Essen), Max Heine (Duisburger SpV) – Leo Fiederer (SpVgg Oberhausen), Josef Lüke (TuRU Düsseldorf), Franz Horn (Schwarz-Weiß Essen), August Sackenheim (Duisburger SpV), Paul Pfeiffer (Duisburger SpV) |
| Süddeutschland  | Heinrich Stuhlfauth (1. FC Nürnberg) – Hans Hagen (SpVgg Fürth), Emil Kutterer (FC Bayern München) – Konrad Krauß (SpVgg Fürth), Hans Kalb (1. FC Nürnberg), Hans Schmidt (1. FC Nürnberg) – Karl Scherm (ASV Nürnberg), Franz Dietl (FC Bayern München), Josef Pöttinger (FC Bayern München), Georg Hochgesang (1. FC Nürnberg), Ludwig Hofmann (FC Bayern München)      |

#### 1927 Mitteldeutschland – Norddeutschland 1:0 (Altona)
| Paarung           | Norddeutschland – Mitteldeutschland |
| Ergebnis          | 0:1 (0:0) |
| Datum             | 6. März 1927 |
| Stadion           | Bahrenfelder Stadion, Altona |
| Zuschauer         | 18.000 |
| Schiedsrichter    | Karl Weingärtner (Offenbach am Main) |
| Tore              | 0:1 Köhler (87.) |
| Norddeutschland   | Hans Wentorf (Altona 93) – Albert Beier (Hamburger SV), Henry Müller (SC Victoria Hamburg) – Karl Nommensen (Altona 93), Arthur Warnecke (Hamburger SV), Hans Lang (Hamburger SV) – Kurt Voß (Holstein Kiel), Fritz Lange (SV Arminia Hannover), Otto Harder (Hamburger SV), Franz Horn (Hamburger SV), Eduard Wolpers (Hamburger SV)                       |
| Mitteldeutschland | Gustav Kagemann (VfL Halle 1896) – Kurt Geißler (Dresdner SV Guts Muts), Hans Günther (VfB Leipzig) – Hugo Mantel (Dresdner SC), Eduard Pendorf (VfB Leipzig), Rudolf Berthold (Dresdner SC) – Fritz Franke (Chemnitzer BC), Alfred Köhler (VfB Leipzig), Fritz Krauß (SC Wacker Leipzig), Richard Hofmann (SpVgg Meerane 07), Kurt Salomon (Chemnitzer BC) |

#### 1928 Südostdeutschland – Norddeutschland 2:0 (Breslau)
| Paarung           | Südostdeutschland – Norddeutschland |
| Ergebnis          | 2:0 (0:0) |
| Datum             | 29. April 1928 |
| Stadion           | Schlesierkampfbahn, Breslau |
| Zuschauer         | 35.000 |
| Schiedsrichter    | Theodor Maul (Nürnberg) |
| Tore              | 1:0 Boxhammer (64.), 2:0 Blaschke (88.) |
| Südostdeutschland | Fritz Reißner (Vereinigte Breslauer Sportfreunde) – Paul Krause (Breslauer SC 08), Horst Woydt (Vereinigte Breslauer Sportfreunde) – Otto Biesinger (Breslauer SC 08), Bruno Lehmann (FC Viktoria Forst), Fritz Langner (VfB Breslau) – Walter Siems (VfB Breslau), Fritz Blaschke (Breslauer SC 08), Erich Steuer (SSC 1901 Oels), Arthur Boxhammer (Saganer SV), Curt Bergel (Vereinigte Breslauer Sportfreunde) |
| Norddeutschland   | Hans Wentorf (Altona 93) – Albert Beier (Hamburger SV), Henry Müller (SC Victoria Hamburg) – Hans Lang (Hamburger SV), Karl Schütt (SV Harburg), Flory (SC Victoria Hamburg) – Kurt Voß (Holstein Kiel), Oskar Ritter (Holstein Kiel), Otto Stern (SV Polizei Hamburg), Karl Politz (St. Pauli Sport), Hans Rave (Hamburger SV)                                                                                    |

#### 1929 Brandenburg – Norddeutschland 4:1 (Berlin)
| Paarung         | Brandenburg – Norddeutschland |
| Ergebnis        | 4:1 (2:0) |
| Datum           | 28. April 1929 |
| Stadion         | Preussen-Platz, Berlin |
| Zuschauer       | 25.000 |
| Schiedsrichter  | Karl Weingärtner (Offenbach am Main) |
| Tore            | 1:0 Iwanowski (27.), 2:0 Iwanowski (39.), 3:0 Lehmann (71.), 3:1 Widmayer (85.), 4:1 Lehmann (89.) |
| Brandenburg     | Paul Gehlhaar (Hertha BSC) – Heinz Emmerich (Tennis Borussia Berlin), Hans Brunke (Tennis Borussia Berlin) – Willi Völker (Hertha BSC), Karl Schulz (Viktoria 89 Berlin), Ernst Müller (Hertha BSC) – Hans Ruch (Hertha BSC), Johannes Sobeck (Hertha BSC), Fritz Iwanowski (SC Minerva 93), Bruno Lehmann (Hertha BSC), Kurt Raue (Tennis Borussia Berlin) |
| Norddeutschland | Wilhelm Blunk (Hamburger SV) – Walter Risse (Hamburger SV), Henry Müller (SC Victoria Hamburg) – Johannes Ludwig (Holstein Kiel), Karl Schütt (SV Harburg), Heinrich Johannesson (VfR Harburg) – Heini Lienau (Altona 93), Franz Horn (Hamburger SV), Otto Harder (Hamburger SV), Werner Widmayer (Holstein Kiel), Eduard Wolpers (SV Arminia Hannover)     |

#### 1930 Norddeutschland – Brandenburg 2:0 (Altona)
| Paarung         | Norddeutschland – Brandenburg |
| Ergebnis        | 2:0 (1:0) |
| Datum           | 9. März 1930 |
| Stadion         | Bahrenfelder-Stadion, Altona |
| Zuschauer       | 17.570 |
| Schiedsrichter  | Ernst Sackenreuther (Nürnberg) |
| Tore            | 1:0 Sommer (40.), 2:0 Horn (68.) |
| Norddeutschland | Wilhelm Blunk (Hamburger SV) – Walter Risse (Hamburger SV), Albert Beier (Hamburger SV) – Walter Wahn (Union 03 Altona), Johannes Ludwig (Holstein Kiel), Karl Hoffmann (Hannover 96) – Otto Sommer (Hamburger SV), Franz Horn (Hamburger SV), Werner Widmayer (Holstein Kiel), Eduard Wolpers (Arminia Hannover), Hans Rave (Hamburger SV)                                  |
| Brandenburg     | Walter Müller (Viktoria 89) – Heinz Emmerich (Tennis Borussia Berlin), Hans Brunke (Tennis Borussia Berlin) – Franz Sobanski (Berliner SV 92), Karl Schulz (Viktoria 89 Berlin), Walter Normann (Viktoria 89) – Hans Schröder (Tennis Borussia Berlin), Paul Gruhlke (Polizei SV Berlin), Püschner (Polizei SV Berlin), Martin (Polizei SV Berlin), Kurt Raue (BEWAG Berlin) |

#### 1931 Mitteldeutschland – Süddeutschland 3:4 n.V. (Dresden)
| Paarung           | Mitteldeutschland – Süddeutschland |
| Ergebnis          | 3:4 n. V. (3:3, 1:2) |
| Datum             | 19. April 1931 |
| Stadion           | Stadion am Ostragehege, Dresden |
| Zuschauer         | 30.000 |
| Schiedsrichter    | Franz Gerlach (Breslau) |
| Tore              | 1:0 Hofmann (3.), 1:1 Lachner (14.), 1:2 Stiglbauer (33.), 2:2 Hofmann (53.), 3:2 Schlösser (58.), 3:3 Frank (72.), 3:4 Kund (104.) |
| Mitteldeutschland | Hans Menzel (SC Wacker Leipzig) – Hans Clauß (Dresdner SC), Albin Herzog (Dresdner SC) – Kurt Stössel (Dresdner SC), Georg Köhler (Dresdner SC), Heinz Hartmann (Dresdner SC) – Kurt Hallmann (Dresdner SC), Rudolf Berthold (Dresdner SC), Karl Schlösser (Dresdner SC), Richard Hofmann (Dresdner SC), Friedrich Müller (Dresdner SC)                                                    |
| Süddeutschland    | Willibald Kreß (Rot-Weiß Frankfurt) – Wilhelm Heidlauf (Germania Brötzingen), Theodor Burkhardt (Germania Brötzingen) – Heinrich Hergert (FK Pirmasens), Ludwig Leinberger (SpVgg Fürth), Georg Knöpfle (FSV Frankfurt) – Ludwig Stiglbauer (TSV 1860 München), Ludwig Lachner (TSV 1860 München), Willi Rutz (Rot-Weiß Frankfurt), Georg Frank (SpVgg Fürth), Willi Kund (1. FC Nürnberg) |

## Gauauswahlwettbewerb

### Adolf-Hitler-Pokal
| Saison | Sieger | Ergebnis | Finalist           | Torschützenkönig |
| ------ | ------ | -------- | ------------------ | ---------------- |
| 1933   | Bayern | 2:2; 6:1 | Berlin-Brandenburg | Willi Kirsei (8) |

### Kampfspiel-Pokal
| Saison | Sieger  | Ergebnis  | Finalist | Torschützenkönig  |
| ------ | ------- | --------- | -------- | ----------------- |
| 1934   | Südwest | 5:3 (4:1) | Bayern   | Georg Friedel (7) |

### Bundespokal
| Saison | Sieger | Ergebnis  | Finalist           | Torschützenkönig |
| ------ | ------ | --------- | ------------------ | ---------------- |
| 1935   | Mitte  | 2:0 (1:0) | Berlin-Brandenburg | Kurt Berner (4)  |

### Reichsbundpokal
| Saison  | Sieger      | Ergebnis       | Finalist | Torschützenkönig                     |
| ------- | ----------- | -------------- | -------- | ------------------------------------ |
| 1935/36 | Sachsen     | 2:2 n. V., 9:0 | Südwest  | Erwin Helmchen (9)                   |
| 1936/37 | Niederrhein | 2:1 (0:0)      | Sachsen  | Kurt Langenbein (5)                  |
| 1937/38 | Nordmark    | 3:1 (0:0)      | Südwest  | Carstens, Noack, Simetsreiter (je 4) |
| 1938/39 | Schlesien   | 2:1 (1:0)      | Bayern   | Erich Hänel (6)                      |
| 1939/40 | Bayern      | 3:1 (1:0)      | Sachsen  | Erwin Helmchen (9)                   |
| 1940/41 | Sachsen     | 2:0 (1:0)      | Bayern   | Ernst Willimowski (8)                |
| 1941/42 | Niederrhein | 2:1 (1:1)      | Nordmark | Conen, Panse (je 5)                  |

### Deutsches Turn- und Sportfest 1938
| Saison | Sieger  | Ergebnis  | Finalist      | Torschützenkönig     |
| ------ | ------- | --------- | ------------- | -------------------- |
| 1938   | Ostmark | 4:1 (2:0) | Niedersachsen | Alfred Pawlitzki (8) |

## DFB-Regionalpokal
An diesem einmalig ausgetragenen, jedoch abgebrochenen Wettbewerb nahm 1969/70 auch die Amateur-Nationalmannschaft teil. Sie gewann in Kaiserslautern gegen Südwest 3:0, unterlag aber in Offenbach dem Süden 1:2. In der anderen Gruppe setzte sich Norddeutschland in Münster gegen den Westen mit 1:0 und später gegen Berlin daselbst mit 3:2 durch. Weitere Begegnungen fanden nicht statt, der Zuschauerdurchschnitt lag bis dahin bei 2.400 pro Spiel.

### Endspiele und Sieger des DFB-Regionalpokales
- 1970 Norddeutschland im Endspiel (nicht ausgetragen)